# Lycomorpha strigifera
Lycomorpha strigifera là một loài bướm đêm thuộc phân họ Arctiinae, họ Erebidae.